# کاغذ سفید (فیلم)
«کاغذ سفید» (انگلیسی: White Paper) یک فیلم ایرانی محصول سال ۱۳۸۹ به کارگردانی سید محسن پورمحسنی شکیب است.